# Jablana, Zagorje ob Savi
Jablana je naselje v Občini Zagorje ob Savi.
Najstarejša stavba v naselju je podružnična cerkev sv. Križa, ki stoji severovzhodno nad vasjo na vrhu težko dostopnega hriba na nadmorski višini 810 m. n. m. Obdana je z močnim obzidjem, ki bi lahko bil ostanek tabora. Sestavljena je iz  pravokotne ladje, prezbiterija s triosminskim sklepom, zakristije in zahodnega zvonika iz druge polovice 16. stoletja. V cerkvi so trije leseni poznobaročni oltarji iz poznega 18. ali z začetka 19. stoletja. 
Večina prebivalstva se ukvarja z živinorejo, v Jablani pa stoji tudi žaga in gasilska orodjarna. Slednja je bila zgrajena leta 1965, prenovljena pa leta 1996. Zaradi strnjenosti naselja je Jablana precej požarno ogrožena. Vas je 8. avgusta 1911 zajel požar, ki je uničil pet kmetij, v njem pa so umrli trije otroci. 
Iz Jablane je cestni dostop do smučišča Marela.